# Moema (distrito de São Paulo)
Moema é um distrito situado na Zona Sul do município de São Paulo. Antes chamado de Indianópolis, experimentou um grande crescimento imobiliário na década de 1970 e, ainda hoje, continua a atrair investimentos, sendo considerado uma região nobre da cidade. Moema lidera o ranking do índice de desenvolvimento humano no município (0,961), segundo dados do ano 2000, e tem a segunda maior renda média mensal domiciliar da cidade, na frente da Vila Mariana e sendo superada apenas pelo Morumbi.
No distrito de Moema, pertencente a subprefeitura da Vila Mariana, está localizado o Parque Ibirapuera, um dos maiores da cidade e tido como um dos cartões postais mais representativos de São Paulo, inaugurado em 1954. Assim como os bairros de Indianópolis, Jardim Lusitânia, parte do bairro do Paraíso e Vila Nova Conceição, que possui, atualmente, o metro quadrado mais caro da cidade. No distrito vizinho, Campo Belo, está localizado o Aeroporto de Congonhas, o mais movimentado do Brasil.

## Topônimo
O topônimo "Moema" é uma referência à personagem, possivelmente fictícia, do poema Caramuru, de Santa Rita Durão, clássico da literatura árcade brasileira escrito em 1781. O nome da personagem, por sua vez, corresponde ao tupi antigo mo'ema, que significa "mentira" (no poema, Moema era a amante rejeitada pelo personagem principal, Diogo Álvares, representando, assim, o amor falso, em contraposição ao verdadeiro amor, representado pela esposa de Diogo, Catarina Paraguaçu).

## História
A região que corresponde ao atual distrito de Moema era uma área, segundo os primeiros documentos da região, de grandes chácaras que receberam imigrantes ingleses e alemães a partir de 1880. Seu crescimento econômico e populacional foi lento, assim como o dos outros bairros ao seu redor. O loteamento, com área de 4 424 571 metros quadrados (184 alqueires), teve início em maio de 1913 por Fernando Arens Jr. Mesmo assim, em 1920, Moema contava com apenas cerca de 4 mil habitantes. 

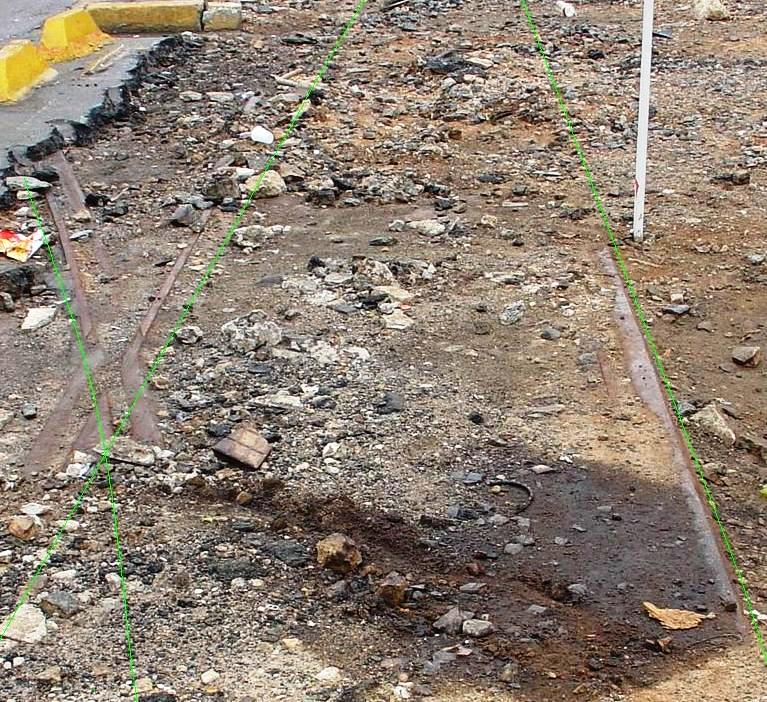
Trilhos de bonde descobertos em Moema

Os mais significantes sinais de crescimento aconteceram na década de 1960 na gestão do prefeito Faria Lima, quando a prefeitura retirou os bondes que vinham de Vila Mariana e tinham ponto final na estação Moema, onde os passageiros baldeavam para o bonde que ia da Estação Moema até Santo Amaro (eram duas linhas distintas, cujos pontos finais ficavam a poucos metros um do outro), pavimentou o canteiro central e arborizou a Avenida Ibirapuera e alargou a Avenida Aracy (atualmente Avenida Indianópolis).
A população começou a crescer visivelmente na década de 1970, quando a região foi aproveitada por construtoras que investiram em seu clima agradável, terrenos planos e grandes lotes de baixo custo. As novas possibilidades atraíram muitos moradores para a região em franco desenvolvimento. Em 1976, foi inaugurado o Shopping Ibirapuera, um dos maiores e mais antigos do país.
A região de Moema não tinha esse nome até 1987. Esse foi o ano em que os moradores da região decidiram fazer um abaixo-assinado para alterar o nome do bairro, até então chamado de "Indianópolis" - que não era muito bem aceito pela população. O prefeito da cidade no período, Jânio Quadros, atendeu ao pedido dos moradores e o bairro (atualmente distrito) passou a ser chamado de Moema desde então. Entretanto, o bairro de Indianópolis, que faz parte do distrito, ainda conserva a antiga designação do distrito.

## Demografia
Evolução demográfica do distrito de Moema

## Características

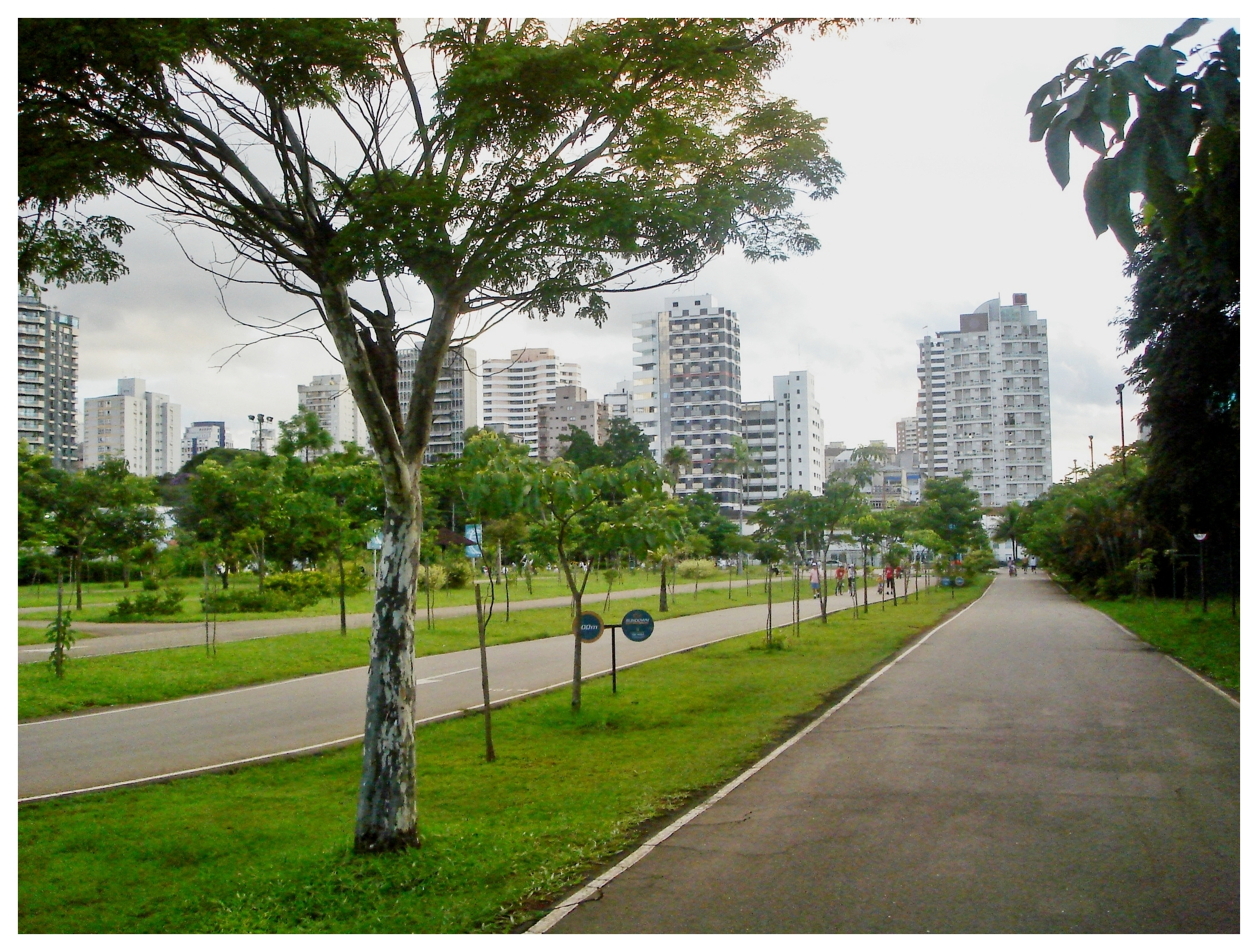
Parque das Bicicletas. Moema (lado "índios") ao fundo

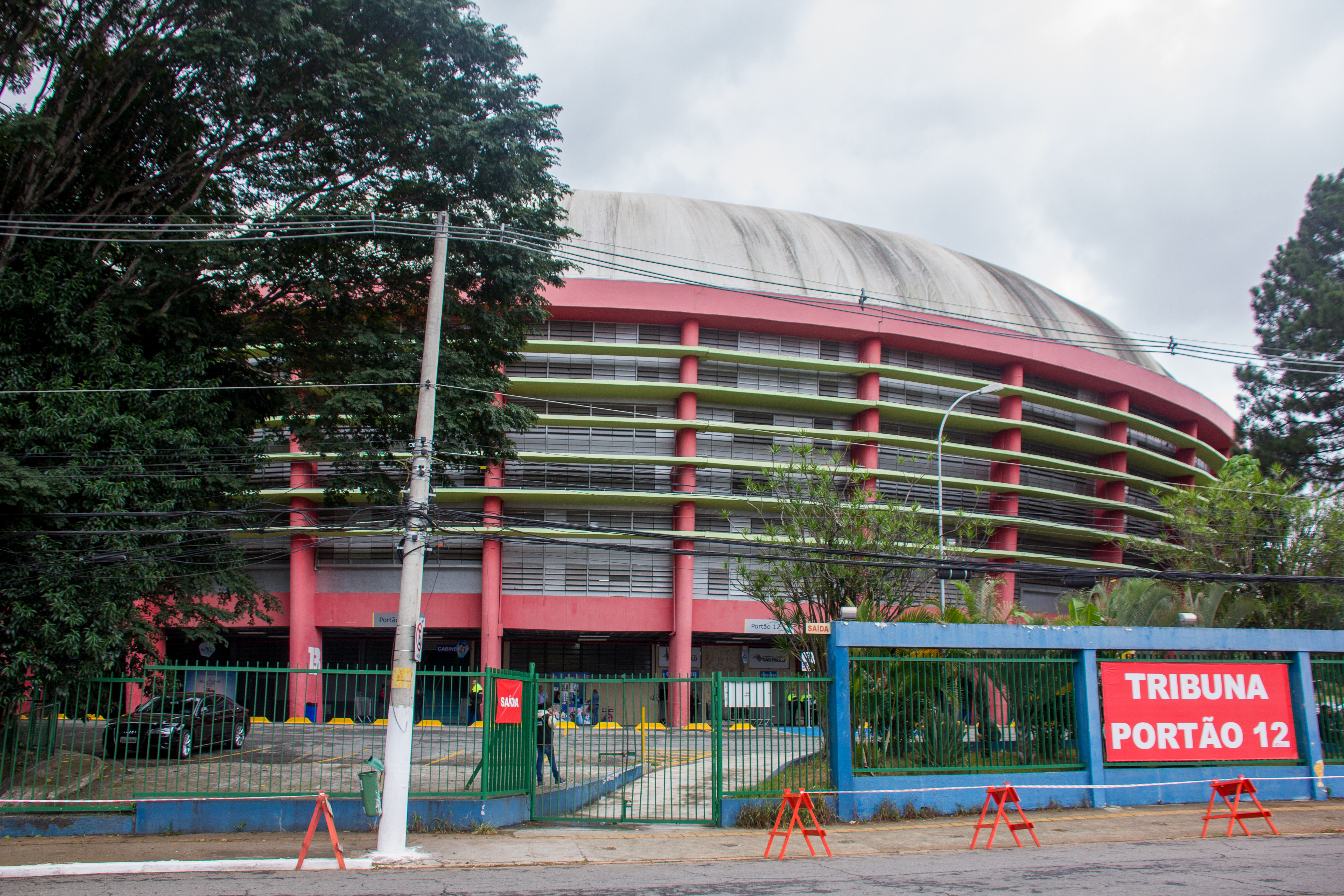
Ginásio do Ibirapuera

Na área de cultura e esportes, é possível se citar o Parque Ibirapuera, um dos locais mais utilizados pela população de toda a cidade para a prática esportiva ao ar livre. Os esportes mais praticados são a caminhada, o ciclismo, além de esportes mais jovens como o esqueite. A cultura é outro grande marco do parque, que possui os Museus de Arte Moderna e Contemporânea, da Aeronáutica, do Folclore, além de sediar grandes eventos como a Bienal de São Paulo e mais recentemente, o São Paulo Fashion Week. É periodicamente palco de grandiosas exposições.

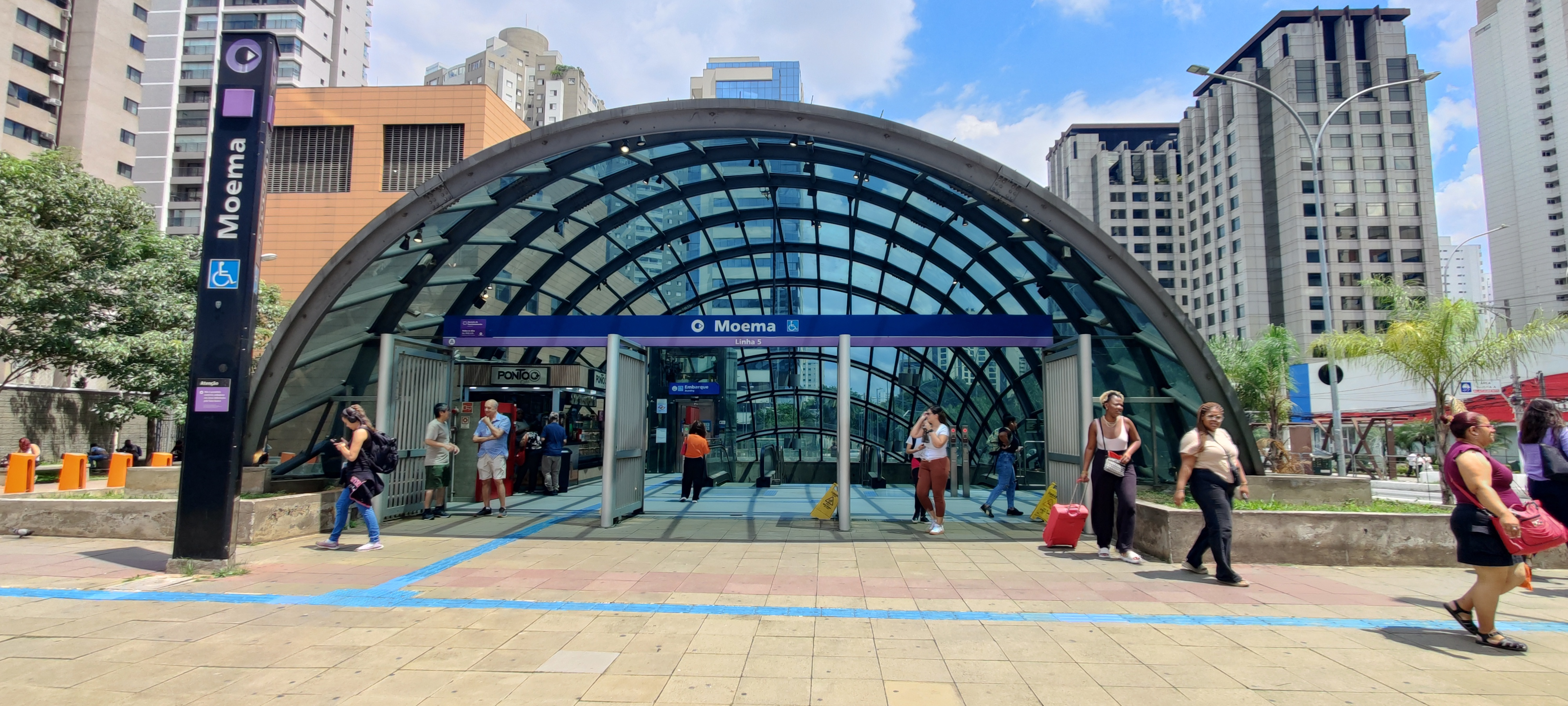
Estação Moema da Linha 5 - Lilás do Metrô de São Paulo

Há o Centro Esportivo Ibirapuera Mané Garrincha, que também possui atividades culturais e esportivas. O centro conta atualmente com suporte para atividades como ginástica, natação, tênis e um ginásio poliesportivo para prática de vôlei, futsal e basquete. No mesmo local, há atividades culturais e um parque infantil feito em parceria com o Hospital do Servidor Público Estadual. No distrito, também se encontra o Ginásio Estadual Geraldo José de Almeida, mais conhecido como Ginásio do Ibirapuera, que já foi palco de grandes eventos esportivos e musicais.

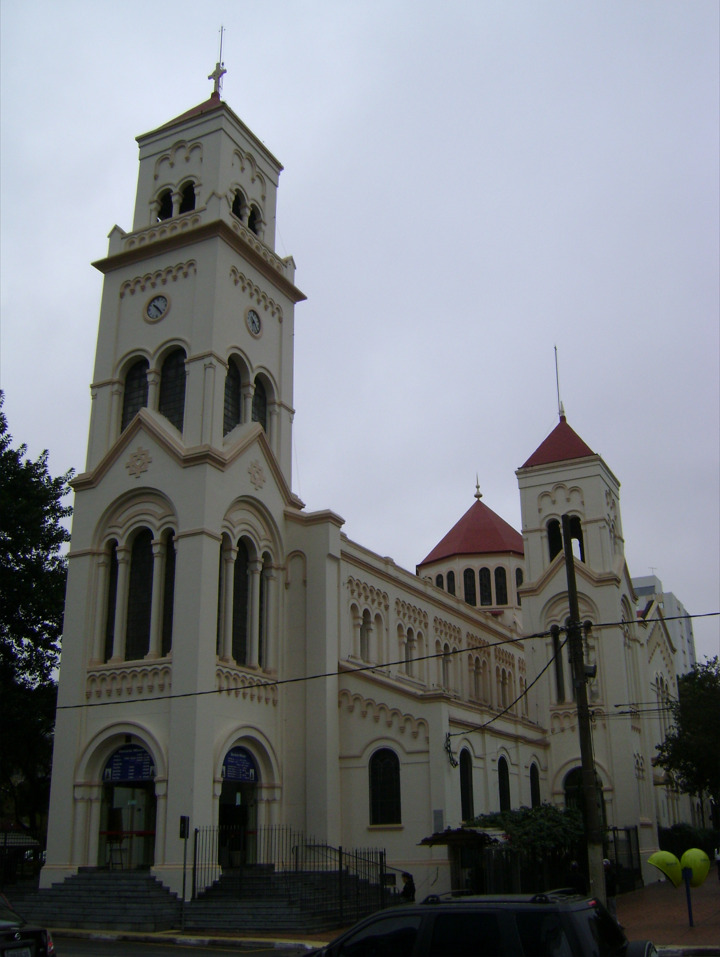
Igreja em Moema

Outro parque localizado na região de Moema é o Parque das Bicicletas, com uma área total de 20 000 metros quadrados, ciclovia, área para patins, esqueite, patinete, pista de caminhada, local de lazer e quiosque. Além dos 3 mil metros de pistas asfaltadas em meio a ipês, pitangueiras e palmeiras, o Parque das Bicicletas possui um bicicletário e um local exclusivo para os pais ensinarem seus filhos a andar de bicicleta.
Moema tem uma das vidas noturnas mais movimentadas da cidade.
No bairro de Indianópolis, a leste da Avenida Ibirapuera, as vias no sentido leste-oeste têm nomes de tribos de índios da Região Sudeste do Brasil, e as vias no sentido norte-sul, nomes indígenas de árvores. No Ibirapuera, à oeste da avenida, as ruas têm nomes de pássaros.
Em 2018, o distrito passou a ser atendido pelo Metrô de São Paulo com a expansão da Linha 5-Lilás, operada atualmente pela ViaMobilidade, contando com as estações Eucaliptos, Moema e AACD-Servidor, inauguradas, respectivamente, em março, abril e agosto daquele ano. O projeto para levar o metrô até Moema era antigo, o que é evidenciado pela construção de 200 metros do chamado Ramal Moema, que faria a ligação do distrito até a Estação Paraíso, fazendo integração com as linhas 1-Azul e 2-Verde, o que, no entanto, nunca chegou a sair do papel.

## Distritos limítrofes
- Jardim Paulista (Norte)
- Vila Mariana e Saúde (Leste)
- Campo Belo (Sul)
- Itaim Bibi  (Oeste)

## Distritos próximos
- Jabaquara
- Liberdade
- Bela Vista
- Morumbi
- Cursino
- Ipiranga
- Pinheiros
- Santo Amaro